# 丹卡那爾縣
丹卡那爾縣是印度的一個縣，位於該國東部，由奧里薩邦負責管轄，面積4,452平方公里，每年平均降雨量1,421毫米，識字率為79.41%，2011年人口1,192,948，人口密度每平方公里268人。

## 外部連結
- 官方网站